# Будняк, Даниил Филиппович
Даниил (Даниель) Филиппович Будняк (1886 — ?) — советский специалист в области вооружений, кавалер ордена Ленина (22.02.1933).

## Биография
Родился в 1886 году, поляк.
Образование среднее (окончил гимназию).
С 1906 года член ППС-левицы (Варшавская организация). С 7 (20) мая 1917 г. член Центрального руководства ППС-левицы в России.
Послужной список:
- 1917—1918 работал в Отделе труда Комиссариата по польским делам;
- 1918—1924 директор Центрального управления государственных автомобильных заводов (ЦУГАЗ), председатель коллегии заводско-технического отдела Центральной автосекции ВСНХ;
- апрель 1925 — июль1926 член правления Главметалла (Главное управление государственной металлической промышленности);
- 1926—1927 начальник автоавиаотдела Главметалла;
- с марта 1927 зам. председателя правления Главметалла;
- 1927—1928 уполномоченный ВСНХ в Берлине;
- 1929—1930 заместитель начальника Военно-промышленного управления ВСНХ (до его расформирования), затем заместитель председателя орудийно-оружейно-пулеметного объединения;
- 1930—1931 начальник Оружейного объединения ВСНХ;
- с августа 1931 г. начальник Всесоюзного орудийно-арсенального объединения (ВОАО);
- 1933—1937 директор завода «Баррикады» (Сталинград) (производство мощных артиллерийских систем).

С 1927 по 1932 год неоднократно выезжал в страны Западной Европы и США для закупки образцов вооружений и приобретения лицензий.
Указом ЦИК СССР от 21.03.1933 награждён орденом Ленина № 262 «за выдающуюся работу в деле укрепления технической мощи РККА».
Делегат XVII съезда ВКП(б) (1934).
Награждён орденом Красной Звезды 10.04.1937.
Снят с должности директора завода «Баррикады» (Сталинград) 23 июля 1937 года и вскоре был арестован как пособник Тухачевского. Лишён наград 20.03.1940. Приговорен к ВМН.